# Olga Gimeno
Olga Gimeno (Bédarieux, Languedoc-Rosellón, 1940 - Tarbes, 2017) es una artista franco-española.

## Biografía
Nació en el seno de una familia de exiliados republicanos españoles. Descubrió su pasión por las artes visuales, siguiendo las enseñanzas del pintor Robert Thon con quien mantuvo una relación de maestro y discípulo privilegiada hasta la muerte de él. De 1958 a 1962, en la Escuela de Bellas Artes de Toulouse, siguió los cursos de Pagès, Daniel Schintone, Jacques Broke y Monin, él mismo discípulo del escultor Antoine Bourdelle. En 1963, optó por centrarse en la educación de sus dos hijas, Flore (fotógrafa) y Djouna Monsillon, en detrimento de su carrera.
Después de haber completado este proyecto, por fin pudo dedicarse por entero a su arte tras quince años. Con libertad ha producido acuarelas, collages o acrílicos, jugando con las dificultades técnicas más diversas, mosaico, escultura, grabado en madera, zinc, cobre, y en disciplinas creativas diversas; cuenta con influencias de Picasso, Bosch, Kandinsky, Matisse, Chagall sin olvidar a Rembrandt.
Desde 1998, comparte su conocimiento de las artes visuales con sus alumnos del Atelier L'Ailleurs. 

## Exposiciones
Ha participado estos últimos años en numerosas exposiciones, individuales y colectivas en Toulouse, Tarbes, Balma (Primer Premio del Jurado en 1999), Castres, Martres-Tolosane.
- Enero 2007 : Galerie La Fonderie Toulouse. Exposición colectiva de acuarelas.
- Octubre 2006 : Casa de España. « Aquarelles et Papiers mâchés ».
- Julio 2005 : Galerie Amacla, Toulouse. Estampas eróticas.
- Septiembre 2004 : Festival Confluences. Odyssud. Dibujo, cartes à gratter, grabados sobre madera.
- Julio-Agosto 2004 : Maubec. Cartes à gratter, crayons.
- Junio 2004 : Galería Fonderie Toulouse. « Petites scènes érotiques » 50 obras.
- Marzo 2004 : Semaine Espagnole à Castelnaudary. « Recuerdo de Federico García-Lorca ». 38 obras a partir de los poemas de « Romancero Gitano ».
- Marzo 2004 : Casa de España en Toulouse. Cartes à gratter, grabados sobre madera.
- Febrero 2004 : Salon du Livre de Lombez. Exposición colectiva.
- Mayo 2003 : Instituto Cervantes de Toulouse « Regard sur Federico García Lorca ». 38 obras a partir de los poemas de « Romancero Gitano ».
- Abril 2003 : Casa de España en Toulouse.
- 2000 : 23 Salon d'Eté d'Art Contemporain en Saint Antonin Noble Val (Tarn)
- Octubre 2000 : Librería Castéla en Toulouse. Exposición - retrospectiva. 80 obras sobre papel.